# الإدارة الوطنية للإنتاج المعدني (البرازيل)
الإدارة الوطنية للإنتاج المعدني هي وكالة فدرالية برازيلية تابعة لوزارة المناجم والطاقة، ومقرها في برازيليا، وديستريتو فيدرال، والمقاطعة وفي جميع أنحاء الإقليم الوطني، مع تمثيل من قبل المشرفين ومراكز الشرطة.

## الحفريات
أعطى المرسوم بقانون رقم 4146 لعام 1942 الإدارة الوطنية للإنتاج المعدني سلطة التنظيم والإشراف على الحفريات في البرازيل.